# Anja Eržen
Anja Eržen, slovenska smučarska tekačica, * 26. oktober 1992, Ribno.
Anja Eržen je Slovenijo zastopala za Zimskih olimpijskih iger 2010 v Vancouvru, kjer je osvojila 14. mesto v štafeti 4 X 7,5 km in 59. mesto v dvojnem zasledovanju.